# Веремиевка (Семёновский район)
Веремиевка (укр. Вереміївка) — украинское село в Полтавской области. Ранее Веремиевский сельский совет, Семёновского района. Является административным центром Веремиевского сельского совета, в который, кроме того, входит село Карпиха. С 17 июля 2020 года в результате административно-территориальной реформы является частью Семёновской поселковой общины Кременчугского района.
Код КОАТУУ — 5324581301. Население по переписи 2001 года составляло 991 человек.

## Географическое положение
Село Веремиевка находится на правом берегу реки Хорол, выше по течению на расстоянии в 1 км расположено село Лозы (Хорольский район), ниже по течению примыкает село Веселый Подол, на противоположном берегу — село Болбасовка (Хорольский район). Река в этом месте сильно заболочена. Рядом проходит автомобильная дорога Т-1716.

## История
Церковь Иеремии и Анастасии известна с 1779 года.
Село указано на подробной карте Российской Империи и близлежащих заграничных владений 1816 года как Еремеевка.

## Экономика
- ГП «Веселоподольская исследовательско-селекционная станция» Института биоэнергетических культур и сахарных свёкл (Киев).[3]
- ООО «Веремиевка».

## Объекты социальной сферы
- Школа І-ІІ ст.
- Дом культуры.

## Достопримечательности
- Братская могила советских воинов.

## Известные уроженцы
- Кабачков, Иван Максимович (1874—1962) — политический деятель, экономист.
- Юнак, Иван Харитонович (1918—1995) — первый секретарь Тульского обкома КПСС.